# Гернет, Аксель Оскарович фон
Аксель Оскарович фон Гернет (нем. Konrad Axel von Gernet; 14 (26) ноября 1865, Салутагузе, Ревельский уезд, Эстляндская губерния — 5 февраля 1920, Петроград) — историк балтийско-немецкого происхождения. Изучал аграрную историю Эстонии, дворянство, Дерптское епископство и историю русской лютеранской церкви.

## Биография
Аксель фон Гернет родился в поместье Салутагузе Эстляндской губернии. Его родителями были акцизный чиновник Оскар фон Гернет (1834—1908) и Элизабет фон Штубендорф.
С 1878 по 1883 год учился в ревельской Домской школе. С 1886 по 1891 год изучал историю в Императорском Дерптском университете (золотая медаль 1888 года), после этого учился за границей. С 1886 года участник студенческой корпорации «Эстония», для которой в 1888 году составил первое издание списка членов «Album Estonorum».
С 1892 по 1917 год служил в Санкт-Петербурге сотрудником департамента герольдии Сената: архивариусом в 1893—1899 годах и помощником старшего секретаря с 1899 года. Публиковал исследования по истории стран Балтии. В 1898 была опубликована его книга «Законодательство о приобретении дворянского достоинства Российской империи». 
Одновременно в 1893—1896 годах был учителем в Петровском училище и с 1903 года — руководителем центрального комитета фонда помощи евангелическо-лютеранским конгрегациям.
С 1899 по 1917 год был также секретарем церковного совета церкви Святой Анны в Санкт-Петербурге. С 1893 по 1903 год постоянно, позже — периодически, писал статьи для газеты St. Petersburgische Zeitung.
С 1919 года работал в Евангелистско-лютеранской консистории.
10 августа 1893 года женился в Дерпте на Магдалине Марии Ольге фон Тизенгаузен, у них было трое детей: Элизабет (1894-), Магдалина Шарлотта (1896-), Вильям (1900—1934).

## Членство
- Общество истории и древностей Остзейских губерний, член-корреспондент, Рига (1897)
- Эстонское литературное общество[эст.], член-корреспондент, (1897)